# Hagley, Worcestershire
Hagley är en ort och civil parish i Storbritannien.   Den ligger i grevskapet Worcestershire och riksdelen England, i den södra delen av landet, 170 km nordväst om huvudstaden London. Hagley ligger 133 meter över havet och antalet invånare är 5 850.
Terrängen runt Hagley är lite kuperad, och sluttar västerut. Runt Hagley är det tätbefolkat, med 397 invånare per kvadratkilometer. Närmaste större samhälle är Birmingham, 16,6 km öster om Hagley. Omgivningarna runt Hagley är en mosaik av jordbruksmark och naturlig växtlighet.